# Semiothisa septemlinearia
Semiothisa septemlinearia är en fjärilsart som beskrevs av Augustus Radcliffe Grote 1882. Semiothisa septemlinearia ingår i släktet Semiothisa och familjen mätare. Inga underarter finns listade i Catalogue of Life.